# هوارد وود (عالم الأحياء البحرية)
هوارد وود (بالإنجليزية: Howard Wood)‏ هو عالم الأحياء البحرية وعالم بيئة بريطاني، ولد في 1954.